# Malé Vozokany
Malé Vozokany és un poble i municipi d'Eslovàquia que es troba a la regió de Nitra, al sud-oest del país.El 2021 tenia 333 habitants.

## Història
La primera menció escrita de la vila es remunta al 1209.

## Demografia
| Godina             | 1994 | 2004   | 2014    | 2024    |
| ------------------ | ---- | ------ | ------- | ------- |
| Nombre de persones | 308  | 325    | 272     | 359     |
| Diferència         |      | +5,51% | −16,30% | +31,98% |

| Godina             | 2023 | 2024 |
| ------------------ | ---- | ---- |
| Nombre de persones | 359  | 359  |
| Diferència         |      | +0%  |